# Лоуэр-Хатт
Лоуэр-Хатт (англ. Lower Hutt — Нижний Хатт, маори Awakairangi ) — седьмой по численности населения город Новой Зеландии, расположен в регионе Веллингтон на Северном острове.
Управляется городским советом Хатта. Однако название «Хатт» не признаётся ни Географическим советом Новой Зеландии, ни законом о местном самоуправлении. Против такого названия выступает и городской совет соседнего Аппер-Хатта. Оба города берут название от реки Хатт, которая была названа так в честь сэра Уильяма Хатта, главы колониальной Новозеландской компании .

## История
До колонизации местность была лесистой и болотистой, маори обживали прибрежную территорию. В 1839 году сюда прибыл первый корабль New Zealand Company, тогда же проведены переговоры о будущем европейском поселении. 22 января 1840 года прибыл второй корабль с мигрантами, вблизи устья реки Хатт образовалось поселение Britannia. В 1874 году сюда дошла железная дорога из Веллингтона.
До Второй мировой войны население нижней части долины Хатт достигало 30 000 человек. В 1941 году был образован город Лоуэр-Хатт. В конце 1950-х годов его население составило 80 000 человек.

## Экономика
В Лоуэр-Хатте развита лёгкая промышленность, например, переработка мяса, деревообработка, сборка двигателей. Кроме того, здесь работает более 800 исследовательских центров. Отсюда начало развиваться местное телевидение, сейчас в городе работает семь кино- и телестудий.

## Города-побратимы
- Темпе (Аризона) (1981)
- Миноо (1995)
- Сиань (2000)
- Тайчжоу (Цзянсу) (2008)
- Ларедо (Техас) (2011)

## Известные уроженцы
- Персико, Аарон — итальянский регбист